# Градски стадион у Зворнику
Градски стадион у Зворнику је вишенамјенски стадион у Зворнику, Република Српска, БиХ. Тренутно се користи највише за фудбалске мечеве и он је домаћи терен ФК Дрине Зворник. Стадион има капацитет од 3.020 мјеста.

## Историја
Први фудбалски стадион у Зворнику налазио се на садашњој локацији стамбених блокова познатијих и као насеље „Б - блокови“. За вријеме Другог свјетског рата стадион је премјештен у близини садашње локације гдје се стадион налази. Садашњи стадион је изграђен и отворен 1945. године и све до 2009. године био је без клупа. Све до почетка његовог реконструисања, стадион је имао око 1. 500 мјеста за сједење.
Уласком ФК Дрине Зворник у Премијер лигу БиХ 2010. године на стадиону долази до потпуне реконструкције. Тако се гради нова трибина на истоку и тако се капацитет стадиона повећава на 3.020 мјеста.